# Harold Keith Johnson
Harold Keith Johnson, ameriški general, * 22. februar 1912, Bowesmont, Severna Dakota, † 24. september 1983, Washington, D.C..